# Монте-Албан
Монте-Албан (ісп. Monte Albán) — велике доколумбове місто на південному сході Мексики в штаті Оахака та археологічна ділянка на його території.
Місто було розташовано на низькому гірському хребті, що проходить в центральній частині долини Оахака. Сьогоднішня столиця штату міста Оахака знаходиться приблизно за 9 км на схід від Монте-Албана.
Суспільно-церемоніальний центр міста розташований на вершині штучно вирівняного пагорба на висоті близько 1940 м над рівнем моря та 400 м від дна долини. Окрім цього центру уздовж всього хребта і його відрогів є декілька сотень штучних терас і десятки оточених насипами споруд. Розташовані поряд руїни на пагорбах Атцомпа і Ель-Галіо, на північ від центру Монте-Албана, також вважають частиною цього стародавнього міста.
Монте-Албан є найпершим містом Месоамерики і протягом понад тисячі років грав роль політичного та економічного центру Сапотекської цивілізації. Монте-Албан був заснований під кінець Середнього докласичного періоду приблизно в 500 році до н. е., а до 100 року до н. е. — 200 року н. е. він вже був столицею великої держави, яка управляла більшою частиною Оахакського нагір'я і взаємодіяло з іншими державами в регіоні, наприклад з розташованим північніше Теотіуаканом. Місто втратило своє центральне політичне значення до кінця Класичного періоду (приблизно 500—750 роки нашої ери) і потім практично був покинутий. Невелике повторне заселення і використання старих будов і могил залишило слід в археологічній історії цього місця часів колоніального періоду.
Етимологія назви поселення неясна, тому висловлювалися різні версії — від видозміненого сапотекського слова «Danibaan» (святий горб) до походження від імені іспанського солдата Montalbán або від Албанських пагорбів в Італії. Стара сапотекська назва міста невідома, оскільки воно було покинутий за кілька століть до появи найстародавніших збережених письмових джерел.